# Karl-Heinz Zeller
Karl-Heinz Zeller (* 14. August 1960; heimatberechtigt in Appenzell, genannt Kalle Zeller, bürgerlich Karl-Heinz Zeller Zanolari) ist ein Schweizer Politiker (Grüne).

## Leben
Karl-Heinz Zeller ist ausgebildeter Lehrer und Schulleiter und arbeitet als Schulleiter der Primarschule Arlesheim. Er ist verheiratet, Vater von zwei Kindern und lebt in Arlesheim.

## Politik
Karl-Heinz Zeller wurde 1992 für die Lokalpartei Frischluft in den Gemeinderat (Exekutive) der Gemeinde Arlesheim gewählt. In der ersten Amtsperiode bis 1996 übernahm er das Ressort Tiefbau, in der zweiten Amtsperiode bis 2000 das Ressort Umweltschutz und in der dritten Amtsperiode bis 2004 das Ressort Finanzen. 2004 folgte seine stille Wahl zum Gemeindepräsidenten von Arlesheim. Der Regierungsrat des Kantons Basel-Landschaft bewilligte ihm 2013 als einmalige Ausnahme das gleichzeitige Ausüben der Funktionen als Gemeindepräsident und als Schulleiter bis zum Ende der laufenden Amtsperiode. Bei den Gemeindewahlen 2016 trat Zeller nicht mehr an.
Karl-Heinz Zeller wurde 2019 für die Grünen in den Landrat des Kantons Basel-Landschaft gewählt. Er ist seit 2019 Mitglied der Bau- und Planungskommission und der Interparlamentarischen Geschäftsprüfungskommission Universität Basel.
Zeller ist Vorstandsmitglied der Arlesheimer Lokalpartei Frischluft und Vorstandsmitglied des Verkehrs-Club VCS beider Basel. Er ist Stiftungsrat der Stiftung Sunnegarte, Stiftungsratspräsident der Stiftung Ermitage und Schloss Birseck und Verwaltungsrat der Klinik Arlesheim.